# Karakul (barret)

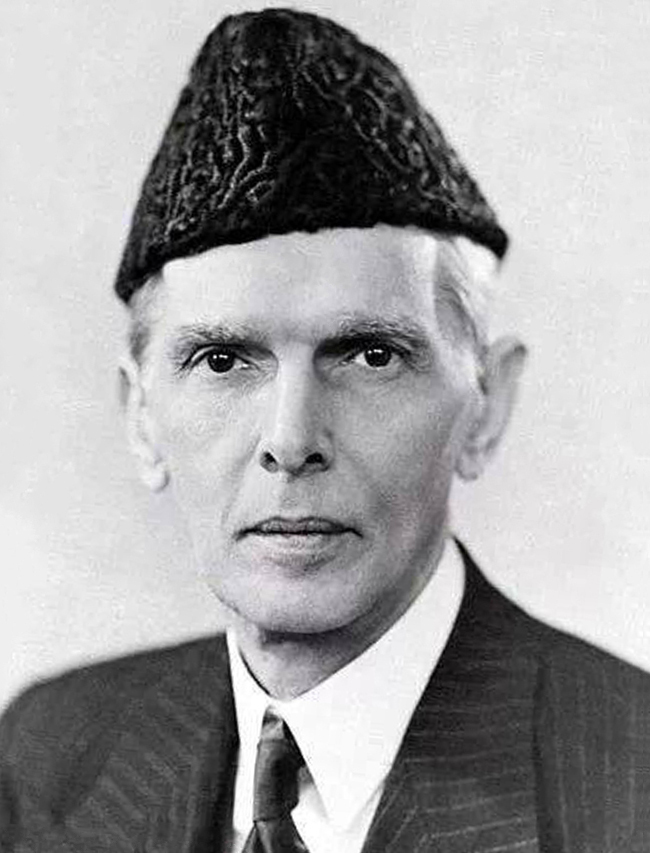
Muhammad Ali Jinnah, el pare fundador del Pakistan, porta un karakul.

El barret Karakul ( Dari / Pashto / Uzbek / Urdu / Kashmiri : قراقلی ), també conegut amb altres noms, és un barret fet amb la pell de la raça d'ovelles Karakul. Prové originàriament de Bukhara. La pell de la qual està fet s'anomena Astracan, cua ampla, qaraqulcha o xai persa. El barret té una aresta superior i es plega quan es treu del cap de l'usuari.

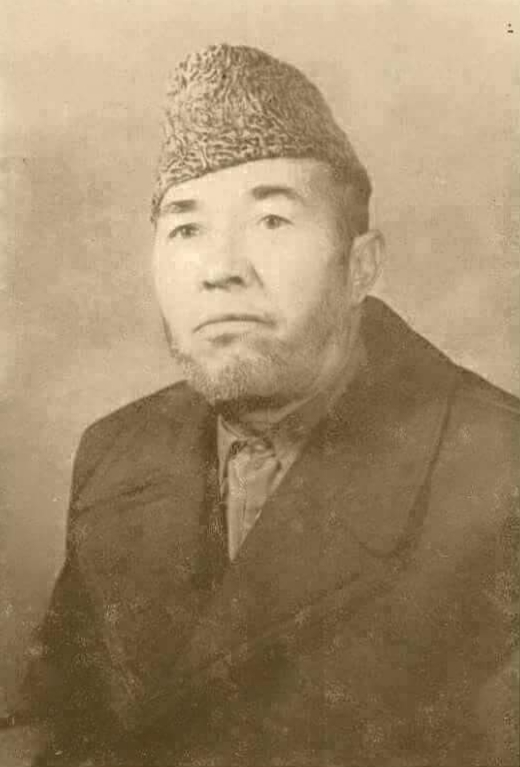
Muhammad Ibrahim Khan, líder hazara el 1944 procedent de l'Afganistan, vestit de karakul.

El barret el porten normalment els homes musulmans d'Àsia Central i del Sud. Va ser usat per Muhammad Ali Jinnah, el pare fundador del Pakistan, on es coneix com el barret Jinnah. El karakul, que havia distingit tots els homes urbans educats des de principis del segle xx, ha passat de moda tant a l'Afganistan com al Pakistan.

## Producció
El barret està fet amb la pell de la raça d'ovelles Qaraqul o Karakul, que es troba a les zones desèrtiques de l'Àsia Central. Les ovelles s'han nomenat amb relació a la ciutat de Qorako'l, una ciutat de la regió de Bukhara a l'Uzbekistan. Més tard, el barret es va fer popular a Mazar Sharif, una ciutat de l'Afganistan, després del qual els artesans uzbeks també van portar el negoci al Pakistan.
El tipus de llana amb què estan fets aquests barrets es coneix popularment com astar, astarkhan, broadtail, qaraqulcha i Irani menda. El significat literal de Karakul, que és una paraula turca, vol dir llac negre.

## Disseny
Pel que fa al disseny, la tapa té una aresta superior i té diverses parts. Es plega pla quan es treu el cap. El barret ha estat especialment popular entre la població musulmana d'Àsia Central i del Sud, però no hi ha cap significat religiós associat.
El pelatge s'obté d'una ovella acabada de néixer, la qual cosa dóna a el barret la seva textura dura i arrissada, així com un estampat específic.

## Barret del Politburó soviètic

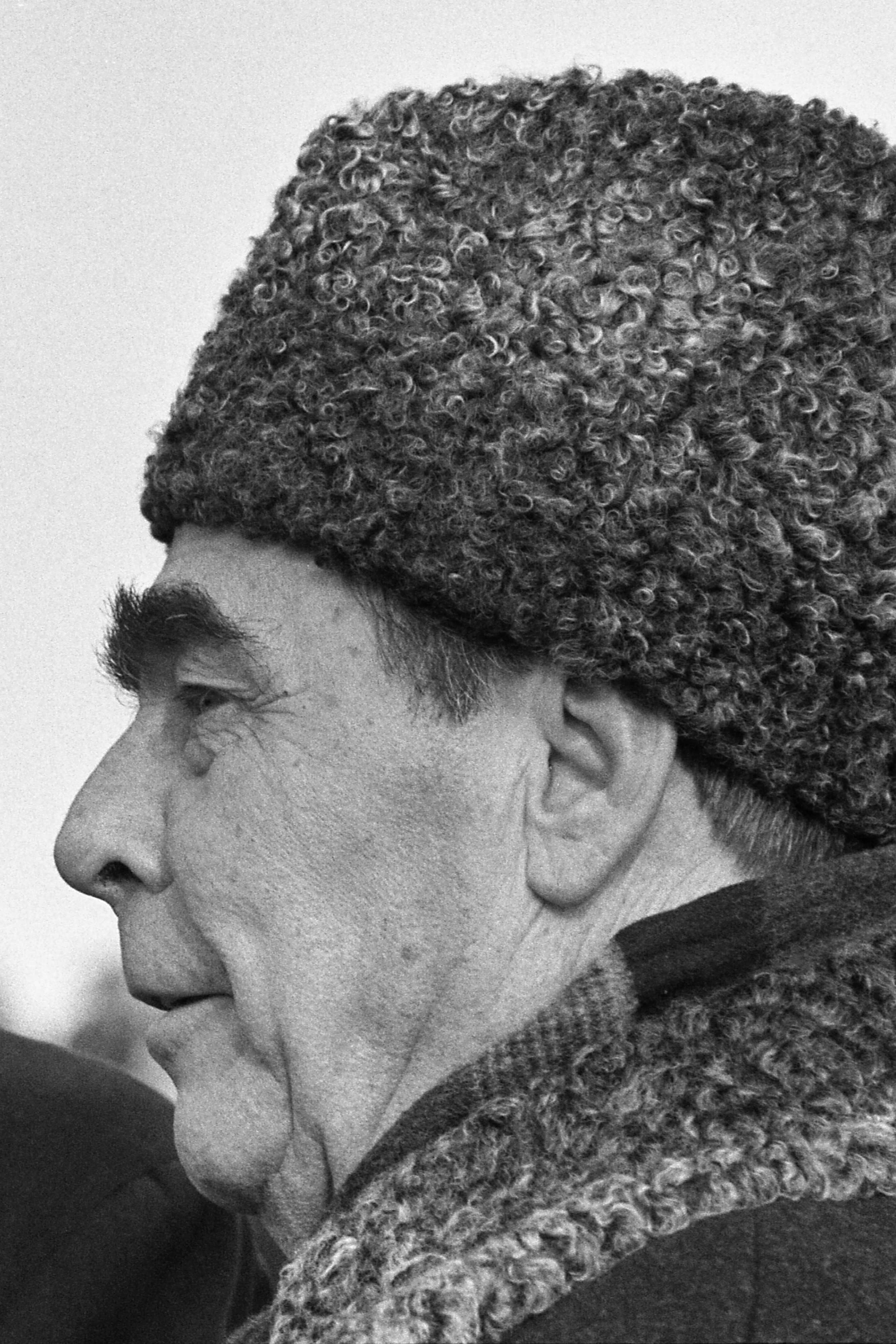
Leonid Brezhnev vestit de Karakul el 1974

A la Unió Soviètica, el barret karakul es va fer molt popular entre els membres del Politburo. Es va fer habitual que els líders soviètics apareguessin en públic amb aquest tipus de barret. El barret probablement va guanyar el seu prestigi entre els líders del partit perquè era un atribut de desfilada obligatori del tsar i dels generals soviètics. Amb el barret de karakul, els líders soviètics volien subratllar el seu alt estatus polític.
Els karakuls que es porten a Rússia, o a la Unió Soviètica, són cilíndrics i són diferents del barret de Gandhi (que és un altre tipus de barret d'un estil, color i materials diferents del karakul) que es fa servir al sud d'Àsia.

## Variacions de Caixmir
Els barrets Karakul han estat emprats pels caixmiris durant les últimes dècades. el barret de Karakul es coneix col·loquialment com a "Karakuli" a la vall del Caixmir. El tocat tradicional de la noblesa del Caixmir ha estat històricament el turbant lligat d'una manera similar a l'equivalent pastún.
La majoria dels legisladors principals gaudeixen de portar els barrets Karakul. Un nuvi de Caixmir sovint es posa un barret de Karakul mentre espera que la seva promesa s'uneixi a ell a la residència dels seus sogres.

## Variacions africanes
Els barrets Karakul es van fer populars entre africans i afroamericans als anys 60. Presidents africans com Modibo Keïta de Mali i Ahmed Sékou Touré de Guinea, tots dos d'ascendència reial africana precolonial, portaven un barret de karakul per demostrar la seva independència del poder colonial europeu. El barretkarakul la porten de vegades cristians i jueus africans i afroamericans.
Tant la versió de vellut com la de pell sintètica són usades per homes d'ascendència africana amb vestits occidentals i vestits africans com el gran boubou. Els musulmans d'ascendència africana porten aquestes gorres amb la dishdasha. En l'argot urbà, el barret karakul s'anomena fur kufi, mentre que el barret Rampuri s'anomena barret de fez de vellut. Quan es porten correctament, aquestes gorres sempre estan inclinades en angle i mai es col·loquen rectes al cap. Els barrets de karakul amb estampat de lleopard són habituals a l'Àfrica, però rarament es veuen als Estats Units. En la cultura popular, Eddie Murphy portava el barret karakul a la pel·lícula Coming to America.

## Galeria

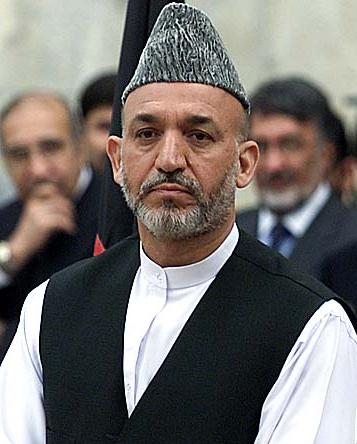
L'expresident de l'Afganistan, Hamed Karzai, amb un barret de Karakul
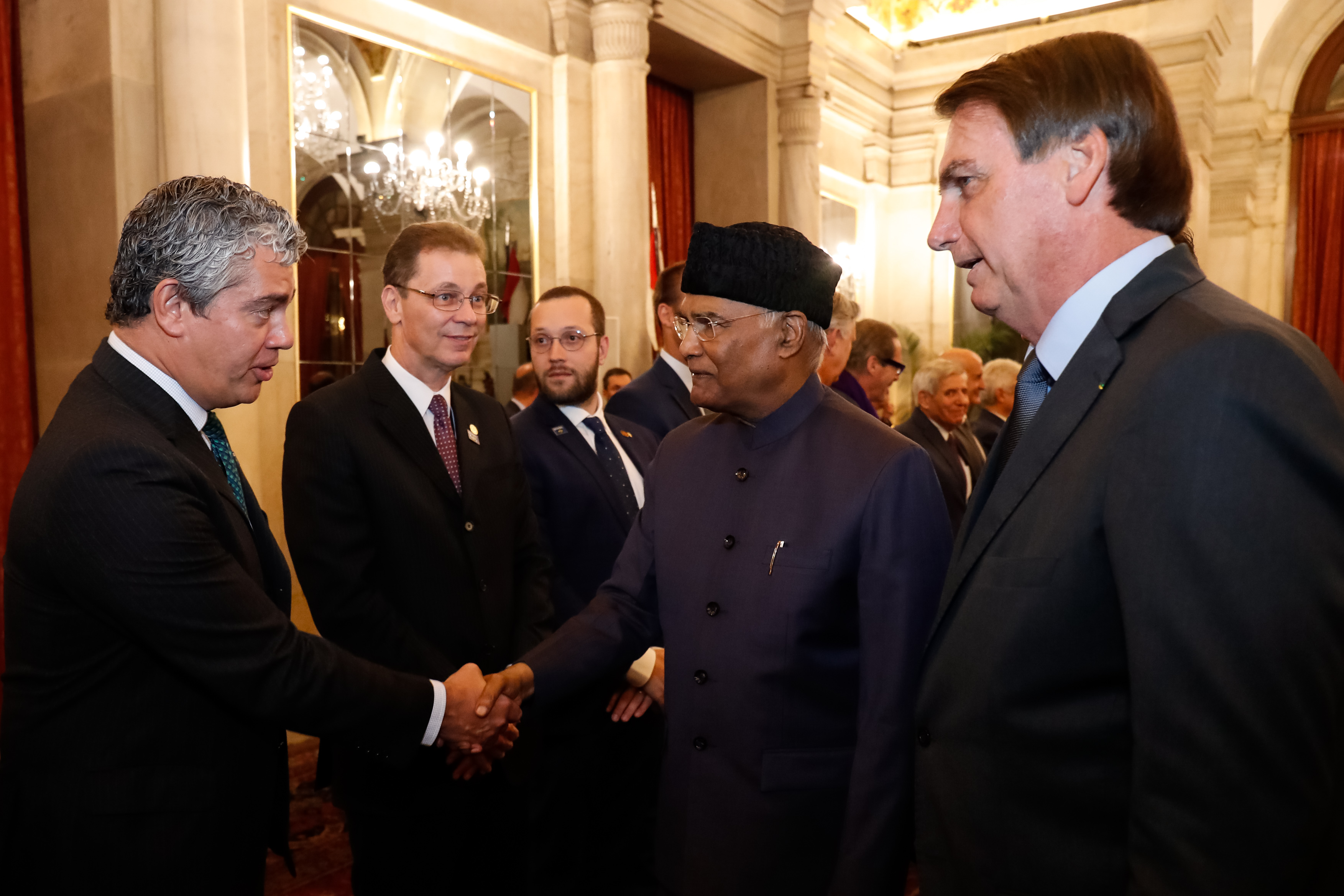
Ram Nath Kovind, expresident de l'Índia, amb el barret
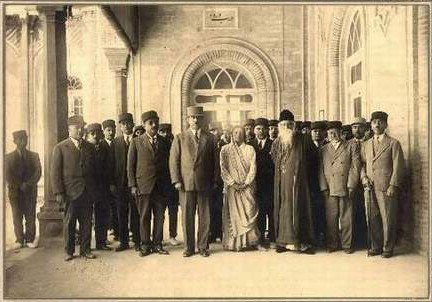
Rabindranath Tagore amb un barret de karakul en una fotografia de grup de 1932 al Majlis de l'Iran
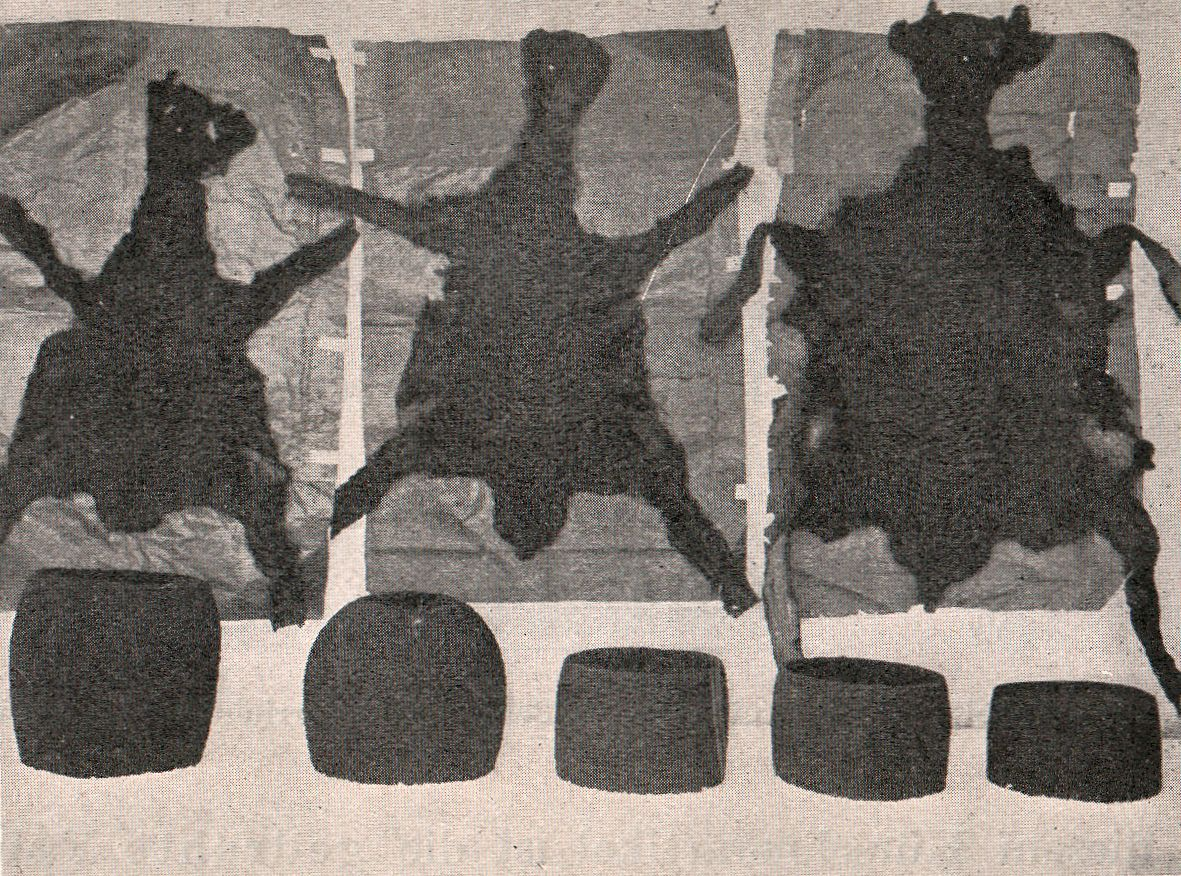
Pells de Bukhara Karakul i barrets de Karakul
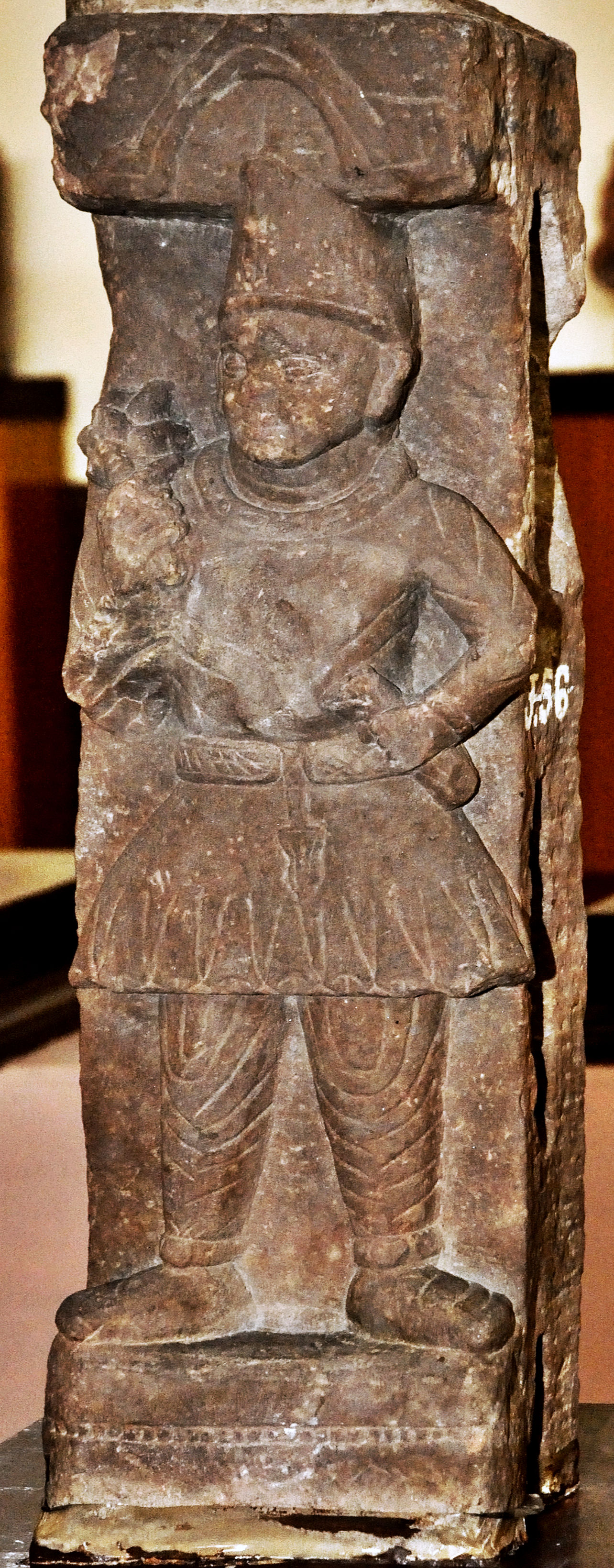
Escultura de Mathura que representa un estil de barret similar